# Oasis de Zonda

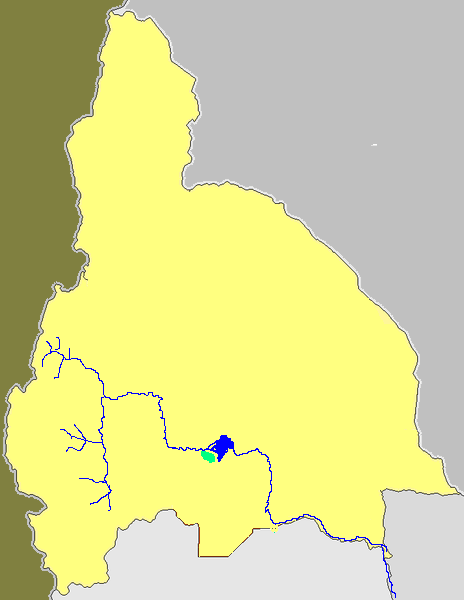
La mancha verde nos muestra la ubicación del valle. La línea celeste el río San Juan y la mancha celeste el Embalse Ullun.

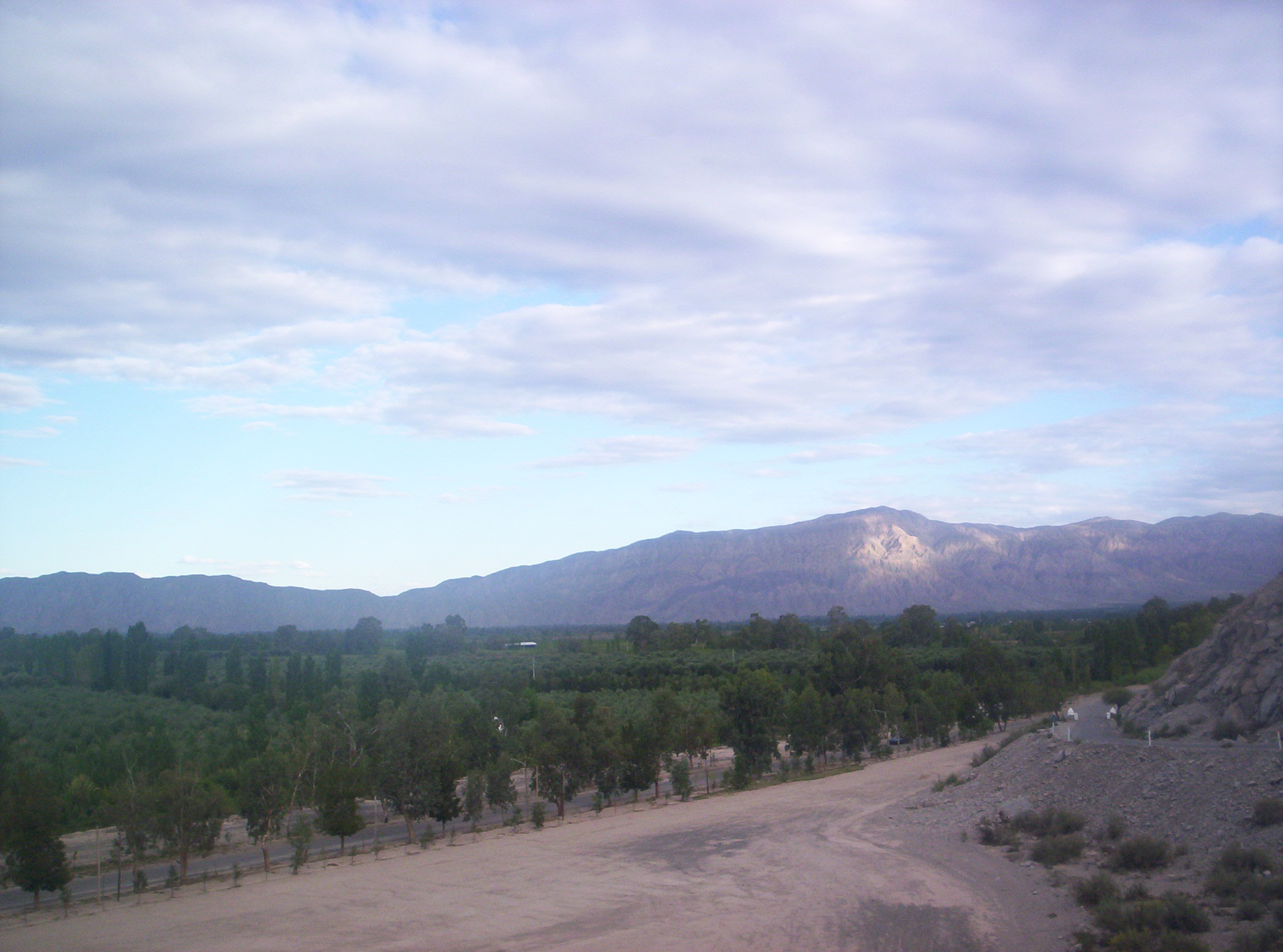
Vista panorámica del Valle tomada desde el Cerro Blanco.

El Valle del Zonda, es un oasis ubicado en el centro sur de la provincia de San Juan, en noroeste del departamento homónimo, en el centro oeste de la Argentina. Se caracteriza por ser una zona donde predomina plantaciones de vides y frutales.

## Geografía
El Valle de Zonda, se encuentra ubicado en el centro sur de la provincia de San Juan, en la parte nordeste del departamento Zonda, distanciado a 18 kilómetros al oeste de la ciudad de San Juan (31°32′20″S 68°44′05″O / -31.53889, -68.73472). Los límites son:
al norte con el río San Juan, al sur por un relieve accidentado representado por serranías, al este por las sierra Chica de Zonda y al oeste por el cerro Blanco. La principal vía de comunicación es la Ruta provincial 12

## Clima
El clima del Valle de Zonda se caracteriza por ser desértico, con precipitaciones escasas, una pronunciada aridez y una importante oscilación térmica tanto anual como diaria. Las temperaturas oscilan entre los 28 °C de enero, cuando superan los 34 °C y alcanzan los 44 °C absolutos, y los 8 °C de invierno, donde son sucesivas las heladas, registrándose temperaturas por debajo de -8 °C. Durante todo el año no se registran precipitaciones por encima de los 20 mm, y son más probables en verano con caída de granizo.